# Eriopyga adjuntasa
Eriopyga adjuntasa är en fjärilsart som beskrevs av William Schaus 1940. Eriopyga adjuntasa ingår i släktet Eriopyga och familjen nattflyn. Inga underarter finns listade i Catalogue of Life.